# John Lawson (1er baronnet)
Pour les articles homonymes, voir John Lawson (homonymie) et Lawson.
John Grant Lawson, 1er baronnet (28 juillet 1856 - 27 mai 1919) est un homme politique britannique unioniste.

## Biographie
Aux élections générales de 1892, Lawson est élu député de la circonscription Thirsk et Malton dans le Yorkshire du Nord. Il s'est déjà présenté sans succès dans deux circonscriptions du Lancashire: Bury en 1885 et Heywood 1886.
Il sert sous Lord Salisbury puis Arthur Balfour comme secrétaire parlementaire du Local Government Board de 1900 à 1905. En décembre de la dernière année, il est créé baronnet, de Knavesmire dans le comté de York. À la Chambre, il est président du comité spécial de 1902 sur le remboursement des prêts.
Il ne s'est pas présenté aux élections générales de 1906 et n'est jamais revenu à la Chambre des communes.
Lawson est décédé en mai 1919, à l'âge de 62 ans, et son fils Peter lui succède comme baronnet.

## Famille
Grant Lawson épouse à St Margaret's Church, Westminster, le 31 juillet 1902, Sylvia Hunter, la plus jeune fille de Charles Hunter, de Selaby Hall, Darlington.